# 헬렌 니어링

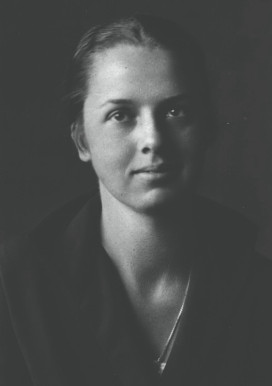
헬렌 니어링

헬렌 노우트 니어링(영어: Helen Knothe Nearing, 1904년 2월 23일 ~ 1995년 9월 17일)은 미국의 저자이고 단순한 생활을 옹호하는 사람이다. 자사전의 성질을 띤 에세이 《아름다운 삶 사랑 그리고 마무리》, 《헬렌 니어링의 소박한 밥상》 등이 세계에 잘 알려져 있다. 스콧 니어링과 함께 먹고사는 데서 적어도 절반 이상 자급자족한다는 것과 돈을 모으지 않는다는 것과 동물을 키우지 않으며 고기를 먹지 않는 것을 원칙으로 한 '조화로운 삶'을 평생 실천하여 전 세계에 걸쳐 귀농과 채식 대유행을 일으킨 당사자이다. 헬렌과 스콧이 살던 집과 정원은 전 세계 사람들이 순례하는 여행지로 유명하다.